# .com
Pour l’article ayant un titre homophone, voir dotcom.
Cet article concerne le domaine de premier niveau « .com ». Pour l'extension de nom de fichier « .COM » des fichiers exécutables sur DOS, voir .com (MS-DOS).
Domaine de premier niveau (TLD) du système de noms de domaines Internet, le nom de domaine .com correspond à l’abréviation de « commercial ». Il s’appliquait à l’origine aux domaines enregistrés par des entités commerciales. Cette distinction a par la suite disparu lorsque l’enregistrement des domaines .com, .org et .net a été ouvert à tous, sans restrictions. .com est également le domaine national de premier niveau réservé aux États-Unis. Le domaine .com est également plus couramment utilisé que le domaine .us plus spécifique par les entreprises américaines. Initialement administré par le département de la Défense des États-Unis, le domaine .com est aujourd’hui exploité par Verisign mais relève toujours de la compétence juridictionnelle du droit américain,,. Les enregistrements en .com auprès de Verisign sont traités par des registraires — ou bureaux d’enregistrement — accrédités par l’Internet Corporation for Assigned Names and Numbers (ICANN). Le registre accepte les noms de domaines internationalisés. 
Créé en janvier 1985 parallèlement aux domaines .edu, .gov, .mil, .net, .org et .arpa, le domaine .com figure parmi les premiers TLD du système de noms de domaines. Depuis, .com est devenu le domaine de premier niveau le plus répandu.

## Historique
Lors de la création du système de noms de domaines en 1985, le domaine .com fait partie des premiers TLD. Il est initialement administré par le département de la Défense des États-Unis qui en confie la maintenance à SRI International. SRI crée DDN-NIC, également connu sous le nom de SRI-NIC, ou Network Information Center (NIC), qui est accessible en ligne via le nom de domaine nic.ddn.mil. Le contrat d’exploitation conclu le 1er octobre 1991 avec Government Systems Inc. (GSI) est sous-traité à Network Solutions Inc. (NSI).
L’utilisation du nom de domaine .com ne présentant aucun lien avec la défense nationale, c’est la Fondation nationale pour la science qui en assume la maintenance à partir du 1er janvier 1993 et en confie l’exploitation à Network Solutions Inc. (NSI). En 1995, pour la première fois depuis la création du domaine, la NSF autorise NSI à facturer un montant annuel aux registrants. Le montant initial est fixé à 50 US$ par an – 35 US$ étant reversés à NSI et 15 US$ à un fonds gouvernemental. Les registrants de nouveaux domaines doivent s’acquitter des frais correspondant aux deux premières années d’enregistrement, soit 100 US$. En 1997, le ministère du Commerce américain assume la responsabilité de tous les domaines de premier niveau génériques. Le nom .com est aujourd’hui exploité par Verisign à la suite du rachat de Network Solutions en 2000. Verisign reprend par la suite les activités de registre de Network Solutions et crée une entité distincte pour poursuivre l’activité de registre de noms de domaine. En anglais, le nom .com est souvent précédé d’un point – d’où l’expression « dot-com » (dot signifiant ‘point’) aujourd’hui passée dans le langage courant. En français, on parle de « point com ».
Bien qu’à l’origine les domaines .com aient été conçus pour les entités commerciales (d’autres domaines de premier niveau étant affectés aux entités publiques ou établissements d’enseignement), depuis le milieu des années 1990, les auteurs de demandes d’enregistrements de domaines .com ne sont soumis à aucune restriction. Avec la commercialisation et la vulgarisation d’Internet, le domaine .com s’ouvre au public et devient rapidement le principal domaine de premier niveau pour les sites Web, les adresses électroniques et les réseaux. À l’époque de la « bulle Internet » entre 1997 et 2001, de nombreuses sociétés qui font fortune intègrent le suffixe .com à leur dénomination commerciale – les « dot-coms » désignant les sociétés Internet dans les pays anglo-saxons. En 2001, le lancement du domaine .biz réservé aux sociétés commerciales n’a aucune incidence sur la popularité du nom de domaine .com.
Bien qu’il soit possible pour des sociétés du monde entier d’enregistrer des domaines .com, de nombreux pays proposent un domaine de second niveau répondant à la même finalité sous leur domaine de premier niveau géographique (ccTLD). Ces domaines de deuxième niveau se présentent généralement sous la forme com.xx ou co.xx, xx correspondant au ccTLD. L’Australie (com.au), le Sri Lanka (com.lk), la Grèce (com.gr), le Mexique (com.mx), la Corée du Sud (co.kr), l’Inde (co.in), l’Indonésie (co.id), la Chine (com.cn), le Japon (co.jp) et le Royaume-Uni (co.uk) en sont de parfaits exemples.
De nombreux sites et réseaux non commerciaux utilisent un nom en .com pour profiter de la visibilité d’un domaine .com. Les statistiques d’enregistrement indiquent une popularité fluctuante au fil des ans.
Au mois d’avril 2013, Verisign comptabilisait 106,1 millions d’enregistrements de domaines en .com. Et en mars 2009, Verisign comptait 926 registraires accrédités pour servir ce domaine.

## Liste des plus vieux sous-domaines .com
Voici la liste des 100 plus vieux sous-domaines en .com existant encore en 2007 :
| Rang | Date de création  | Nom de domaine |
| ---- | ----------------- | -------------- |
| 1    | 15 mars 1985      | symbolics.com  |
| 2    | 24 avril 1985     | bbn.com        |
| 3    | 24 mai 1985       | think.com      |
| 4    | 11 juillet 1985   | mcc.com        |
| 5    | 30 septembre 1985 | dec.com        |
| 6    | 7 novembre 1985   | northrop.com   |
| 7    | 9 janvier 1986    | xerox.com      |
| 8    | 17 janvier 1986   | sri.com        |
| 9    | 3 mars 1986       | hp.com         |
| 10   | 5 mars 1986       | bellcore.com   |
| 11   | 19 mars 1986      | ibm.com        |
| 11   | 19 mars 1986      | sun.com        |
| 13   | 25 mars 1986      | intel.com      |
| 13   | 25 mars 1986      | ti.com         |
| 15   | 25 avril 1986     | att.com        |
| 16   | 8 mai 1986        | gmr.com        |
| 16   | 8 mai 1986        | tek.com        |
| 18   | 10 juillet 1986   | fmc.com        |
| 18   | 10 juillet 1986   | ub.com         |
| 20   | 5 août 1986       | BELL-atl.com   |
| 20   | 5 août 1986       | ge.com         |
| 20   | 5 août 1986       | grebyn.com     |
| 20   | 5 août 1986       | isc.com        |
| 20   | 5 août 1986       | nsc.com        |
| 20   | 5 août 1986       | stargate.com   |
| 26   | 2 septembre 1986  | boeing.com     |
| 27   | 18 septembre 1986 | itcorp.com     |
| 28   | 29 septembre 1986 | siemens.com    |
| 29   | 18 octobre 1986   | pyramid.com    |
| 30   | 27 octobre 1986   | alphacdc.com   |
| 30   | 27 octobre 1986   | bdm.com        |
| 30   | 27 octobre 1986   | fluke.com      |
| 30   | 27 octobre 1986   | inmet.com      |
| 30   | 27 octobre, 1986  | kesmai.com     |
| 30   | 27 octobre 1986   | mentor.com     |
| 30   | 27 octobre 1986   | nec.com        |
| 30   | 27 octobre 1986   | ray.com        |
| 30   | 27 octobre 1986   | rosemount.com  |
| 30   | 27 octobre 1986   | vortex.com     |
| 40   | 5 novembre 1986   | alcoa.com      |
| 40   | 5 novembre 1986   | gte.com        |
| 42   | 17 novembre 1986  | adobe.com      |
| 42   | 17 novembre 1986  | amd.com        |
| 42   | 17 novembre 1986  | das.com        |
| 42   | 17 novembre 1986  | DATA-io.com    |
| 42   | 17 novembre 1986  | octopus.com    |
| 42   | 17 novembre 1986  | portal.com     |
| 42   | 17 novembre 1986  | teltone.com    |
| 42   | 11 décembre 1986  | 3com.com       |
| 50   | 11 décembre 1986  | amdahl.com     |

| Rang | Date de création  | Nom de domaine |
| ---- | ----------------- | -------------- |
| 50   | 11 décembre 1986  | ccur.com       |
| 50   | 11 décembre 1986  | ci.com         |
| 50   | 11 décembre 1986  | convergent.com |
| 50   | 11 décembre 1986  | dg.com         |
| 50   | 11 décembre 1986  | peregrine.com  |
| 50   | 11 décembre 1986  | quad.com       |
| 50   | 11 décembre 1986  | sq.com         |
| 50   | 11 décembre 1986  | tandy.com      |
| 50   | 11 décembre 1986  | tti.com        |
| 50   | 11 décembre 1986  | unisys.com     |
| 61   | 19 janvier 1987   | cgi.com        |
| 61   | 19 janvier 1987   | cts.com        |
| 61   | 19 janvier 1987   | spdcc.com      |
| 64   | 19 février 1987   | apple.com      |
| 65   | 4 mars 1987       | nma.com        |
| 65   | 4 mars 1987       | prime.com      |
| 67   | 4 avril 1987      | philips.com    |
| 68   | 23 avril 1987     | datacube.com   |
| 68   | 23 avril 1987     | kai.com        |
| 68   | 23 avril 1987     | tic.com        |
| 68   | 23 avril 1987     | vine.com       |
| 72   | 30 avril 1987     | ncr.com        |
| 73   | 14 mai 1987       | cisco.com      |
| 73   | 14 mai 1987       | rdl.com        |
| 75   | 20 mai 1987       | slb.com        |
| 76   | 27 mai 1987       | parcplace.com  |
| 76   | 27 mai 1987       | utc.com        |
| 78   | 26 juin 1987      | ide.com        |
| 79   | 9 juillet 1987    | trw.com        |
| 80   | 13 juillet 1987   | unipress.com   |
| 81   | 27 juillet 1987   | dupont.com     |
| 81   | 27 juillet 1987   | lockheed.com   |
| 83   | 28 juillet 1987   | rosetta.com    |
| 84   | 8 août 1987       | toad.com       |
| 85   | 31 août 1987      | quick.com      |
| 86   | 3 septembre 1987  | allied.com     |
| 86   | 3 septembre 1987  | dsc.com        |
| 86   | 3 septembre 1987  | sco.com        |
| 89   | 22 septembre 1987 | gene.com       |
| 89   | 22 septembre 1987 | kccs.com       |
| 89   | 22 septembre 1987 | spectra.com    |
| 89   | 22 septembre 1987 | wlk.com        |
| 93   | 30 septembre 1987 | mentat.com     |
| 94   | 14 octobre 1987   | wyse.com       |
| 95   | 2 novembre 1987   | cfg.com        |
| 96   | 9 novembre 1987   | marble.com     |
| 97   | 16 novembre 1987  | cayman.com     |
| 97   | 16 novembre 1987  | entity.com     |
| 99   | 24 novembre 1987  | ksr.com        |
| 100  | 30 novembre 1987  | nynexst.com    |